# Must Have Mini Album
Must Have Mini Album는 2010년에 발표된 이비아(타이미)의 EP이다.

## 수록곡
1. 단백질 소녀 (Good Protein For You)
2. 쉐이크 (Shake) !
3. 제보전화 (Feat. 욕쟁이 '요' 선생)
4. 소녀의 순정 (Feat. Mad Clown)
5. 홍대 앞에 오면 (Call Me Up!)
6. 쉐이크 (Shake) ! (Inst.)
7. 소녀의 순정 (Inst.)
8. 홍대 앞에 오면 (Call Me Up!) (Inst.)